# マンコウツェ
座標: 北緯48度25分30秒 東経18度19分30秒 / 北緯48.42500度 東経18.32500度
マンコウツェ(Mankovce)はスロバキアの村。ニトラ県ズラテー・モラウツェ郡に属する。人口は538人。トリベチ山脈の南麓に位置し、村の標高は約230mである。アカシアの植林地や、樫、白樺の森が広がり、林業が盛んである。村の北部にはハイキングコースがある。
マンコウツェに鉄道は通っておらず、最寄り駅は村を縦断するルート1613を7㎞ほど南下した隣村のスロバキア国鉄レオポルドフ - コザーロヴツェ線ズラテー・モラウツェ駅である。